# Ayaan Hirsi Ali
Ayaan Hirsi Ali (sz. Ayaan Hirsi Magan, Mogadishu, Szomália, 1969. november 13. –) szomáli származású holland feminista, korábban ateista, majd meggyőződéses keresztény író és politikus. Hirsi Magan Isse szomáli tudós, politikus és ellenzéki vezető lánya. Az iszlám vallás egyik legjelentősebb kortárs kritikusa; ő írta a Theo Van Gogh rendezte, 2004-ben megjelent Submission iszlámellenes propagandafilm forgatókönyvét, amiért halálos fenyegetéseket kapott. Van Gogh meggyilkolása óta Hirsi Ali rendőri védelem alatt áll és ismeretlen helyen él.

## Életrajz
Nyolcéves korában költözött családjával Szomáliából Szaúd-Arábiába, majd Etiópiába, végül Kenyába. 1992-ben kapott politikai menedékjogot Hollandiában, ahol 2003-ban a képviselőház tagja lett. Mikor megvádolták, hogy a menedékjog kérésekor valótlan adatokat adott meg, és az állampolgárság elvesztése fenyegette, lemondott képviselői mandátumáról, ami a második Balkenende-kormány bukásához vezetett.
Két könyve magyarul is megjelent: A hitetlen (Mijn vrijheid) és Az engedetlen (De zoontjesfabrie).

## Magyarul
- Az engedetlen; ford. Mihancsik Zsófia; Ulpius-ház, Bp., 2007
- A hitetlen; ford. Kelemen László; Ulpius-ház, Bp., 2008
- Préda. Bevándorlás, iszlám és a női jogok hanyatlása; ford. Lancz Edina; MCC Press, Bp., 2022

## Lásd még
- Az iszlám kritikája
- Az iszlamizmus kritikája

## Külső hivatkozások
- Ayaan Hirsi Ali and the battle against the radical Islam Archiválva 2011. augusztus 9-i dátummal a Wayback Machine-ben, weblog
- The AHA Foundation, organization fighting the abuses of women's rights in the name of fundamentalist Islam
- Ayaan Hirsi Ali, profile at the American Enterprise Institute